# Гуанцзе
27°32′47″ пн. ш. 117°19′59″ сх. д. / 27.54636° пн. ш. 117.33306° сх. д.
Гуанцзе (кит. 光泽县, пін. Guāngzé Xiàn) — один із повітів КНР у складі префектури Наньпін, провінція Фуцзянь. Адміністративний центр — містечко Ханчуань.

## Географія
Гуанцзе лежить на півночі провінції, в горах Уїшань.

### Клімат
Повіт знаходиться у зоні, котра характеризується вологим субтропічним кліматом. Найтепліший місяць — липень із середньою температурою 27,6 °C. Найхолодніший місяць — січень, із середньою температурою 6,6 °С.
| Клімат повіту Гуанцзе   | Клімат повіту Гуанцзе | Клімат повіту Гуанцзе | Клімат повіту Гуанцзе | Клімат повіту Гуанцзе | Клімат повіту Гуанцзе | Клімат повіту Гуанцзе | Клімат повіту Гуанцзе | Клімат повіту Гуанцзе | Клімат повіту Гуанцзе | Клімат повіту Гуанцзе | Клімат повіту Гуанцзе | Клімат повіту Гуанцзе | Клімат повіту Гуанцзе |
| Показник                | Січ.                  | Лют.                  | Бер.                  | Квіт.                 | Трав.                 | Черв.                 | Лип.                  | Серп.                 | Вер.                  | Жовт.                 | Лист.                 | Груд.                 | Рік                   |
| Середній максимум, °C   | 12                    | 13,8                  | 17,3                  | 23,1                  | 27,2                  | 29,8                  | 33,4                  | 32,9                  | 29,9                  | 25,6                  | 20                    | 14,8                  | 23,3                  |
| Середня температура, °C | 6,6                   | 8,8                   | 12,3                  | 17,8                  | 22                    | 25                    | 27,6                  | 27                    | 24,1                  | 19,2                  | 13,4                  | 8                     | 17,7                  |
| Середній мінімум, °C    | 3,1                   | 5,4                   | 8,8                   | 14,1                  | 18,2                  | 21,6                  | 23,5                  | 23,2                  | 20,3                  | 14,9                  | 9                     | 3,5                   | 13,8                  |
| Норма опадів, мм        | 85.1                  | 122.2                 | 219.1                 | 269                   | 258.8                 | 350.1                 | 181.7                 | 146.6                 | 91                    | 58.5                  | 70.1                  | 49.5                  | 1901.7                |
| Вологість повітря, %    | 81                    | 80                    | 81                    | 80                    | 80                    | 81                    | 77                    | 79                    | 79                    | 78                    | 79                    | 78                    | 79.4                  |
| ----------------------- | --------------------- | --------------------- | --------------------- | --------------------- | --------------------- | --------------------- | --------------------- | --------------------- | --------------------- | --------------------- | --------------------- | --------------------- | --------------------- |
| Джерело: data.cma.cn    |                       |                       |                       |                       |                       |                       |                       |                       |                       |                       |                       |                       |                       |